# Vilém Gajdušek
Vilém Gajdušek (Kopřivnice, 16 aprile 1895 – Ostrava, 22 gennaio 1977) è stato un ottico ceco.
Egli fu anche un importante progettista di telescopi.
Nel 1981 gli è stato dedicato l'asteroide 3603 Gajdušek.